# Erich Gompertz
Erich Gompertz (geboren 22. September 1877 in Hannover; gestorben 11. September 1970 ebenda) war ein deutscher Unternehmer und Freigeist.

## Leben

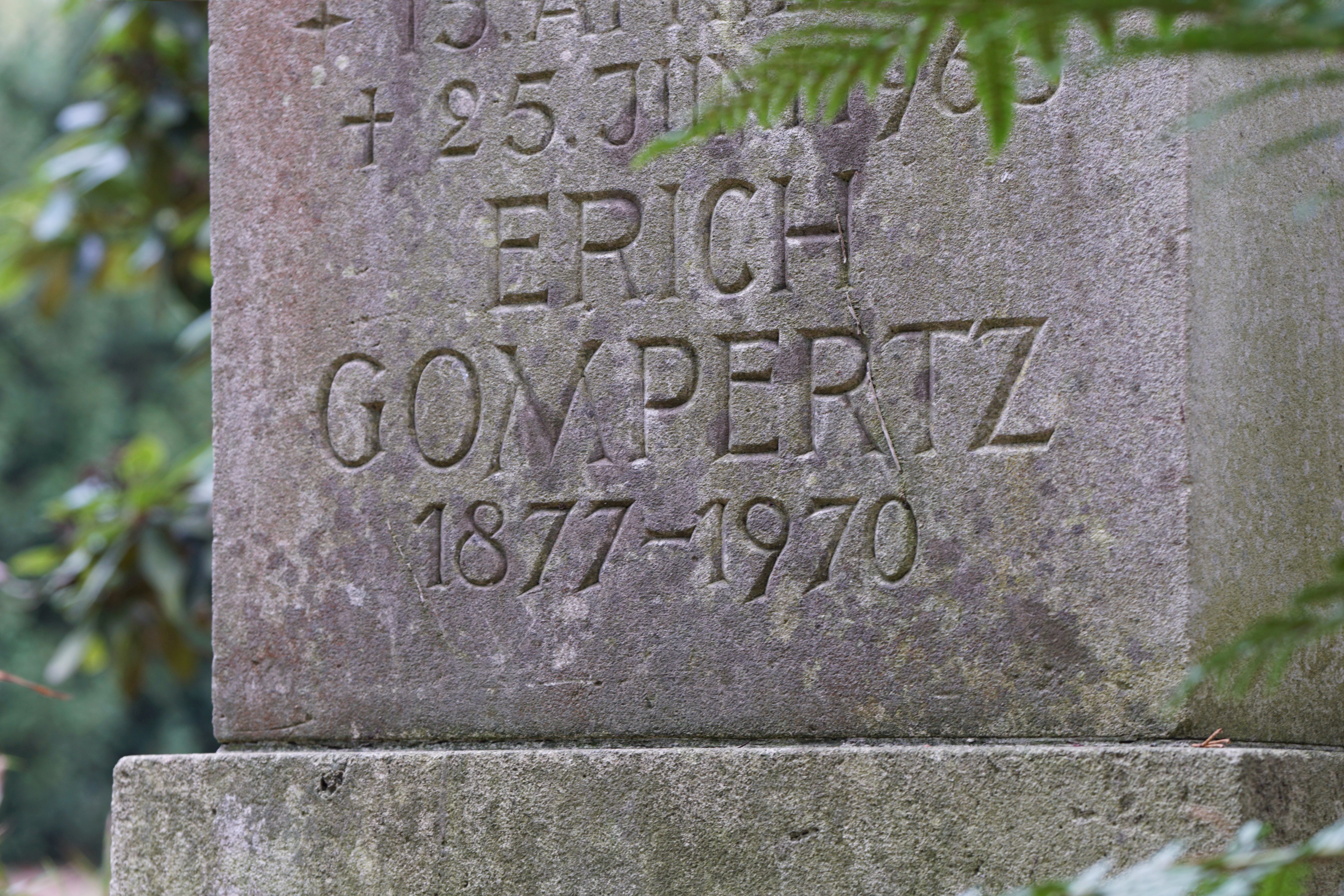
Inschrift für Erich Gompertz am denkmalgeschützten Familiengrabmal auf dem Stadtfriedhof Stöcken

Erich Gompertz wurde als Sohn des jüdischen Knopffabrikanten Leopold Gompertz in Hannover geboren. Bereits als Jugendlicher trat er 1895 in das von seinem Vater mitbegründete Unternehmen Hannoversche Knopffabrik Gompertz & Meinrath ein. Ein Jahrzehnt später, nach dem Tod seines Vaters, übernahm er im Jahr 1905 die Leitung des Unternehmens.
Daneben engagierte sich Erich Gompertz privat in der Bewegung der Freigeister, gründete 1909 die hannoversche Ortsgruppe des Deutschen Monistenbunds.
1913 verlegte Erich Gompertz die Knopffabrik von der Eichstraße an die damalige Stader Landstraße, die heutige Vahrenwalder Straße. Von 1914 bis 1918 nahm Gompertz am Ersten Weltkrieg teil. Ebenfalls noch 1918 wurde er zu einem der Mitbegründer des Volksbunds für Geistesfreiheit.
Zu Beginn der Weimarer Republik heiratete Erich Gompertz 1920 ein zweites Mal. 1932 gründete er eine Zweigfabrik in Großbritannien.
Nach der Machtergreifung durch die Nationalsozialisten und dem immer stärker werdenden Antisemitismus, insbesondere den NS-Zwangsmaßnahmen gegen jüdische Unternehmen, emigrierte Erich Gompertz – ebenso wie sein Kompagnon Rudolf Meinrath – 1935 nach Großbritannien.
Nach dem Zweiten Weltkrieg übernahm der Enkel Ludwig Meinrath das britische Unternehmen; und nach der Gründung der Bundesrepublik Deutschland kehrte Erich Gompertz 1951 in seine Heimatstadt zurück, in der er sein zurückgegebenes Unternehmen als Hannoversche Knopffabrik erneut aufbaute.
1955 wurde Erich Gompertz mit dem Bundesverdienstkreuz ausgezeichnet.
1964 trat Gompertz als Geschäftsführer der Hannoverschen Knopffabrik zurück. Kurze Zeit später veröffentlichte er 1966 seine englischsprachige Schrift über die Bibel unter dem Originaltitel The Bible and modern man – in der deutschen Übersetzung in etwa unter der Fragestellung Sagt die Bibel die Wahrheit?
1970 wurde Erich Gompertz in der Urnen-Grabstätte seiner Familie auf dem Stadtfriedhof Stöcken beigesetzt.

## Schriften
- The Bible and modern man. (in englischer Sprache; Übersetzung aus dem Deutschen von Palmer Hilty) Ungar, New York City 1966.